# Bandeira da Zâmbia
A bandeira da Zâmbia foi adotada em 24 de outubro de 1964. Recebeu uma pequena modificação em 1996, quando o fundo verde se tornou mais claro.
O verde simboliza os recursos naturais, o vermelho na bandeira simboliza o esforço para a liberdade, o preto para os povos da Zâmbia, e o laranja para recursos naturais e a riqueza mineral. A águia representa a garra do povo em seguir em frente apesar dos problemas nacionais.
Foi projetado pela senhora Gabriel Ellison, OGDS, MBE, que projetou também o revestimento de brasões nacionais e de muitos selos postais da Zâmbia.

Bandeira do presidente da Zâmbia.
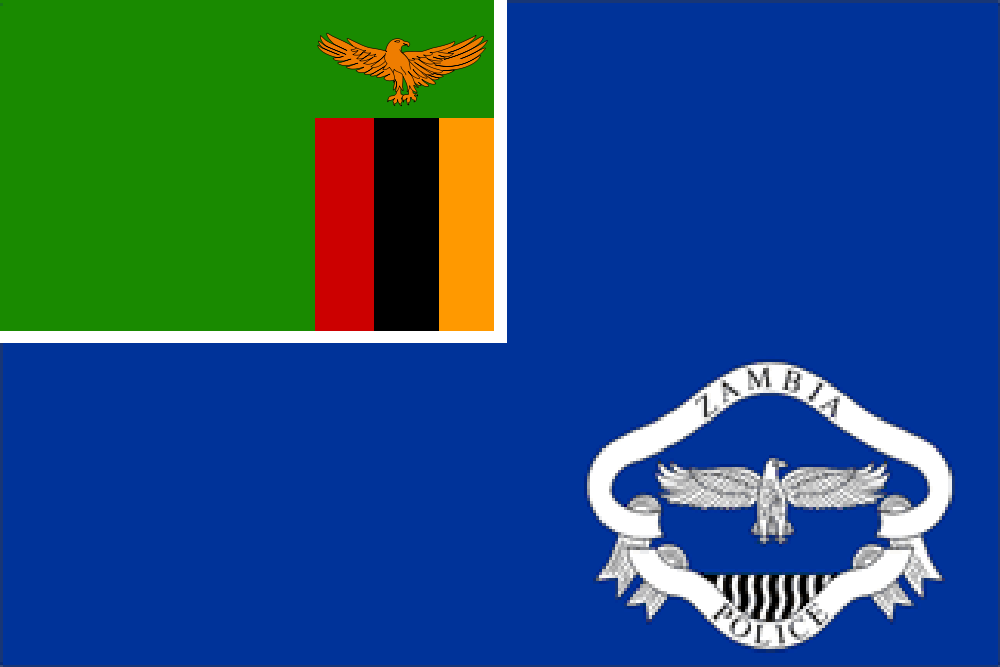
Bandeira da polícia da Zâmbia.
Bandeira da força aérea da Zâmbia.
Bandeira da Rodésia do Norte

## Bandeiras anteriores
- 1964 - 1996, a bandeira tinha um tom mais escuro de verde.